# Пинон
Пино́н (фр. Pinon) — коммуна во Франции, находится в регионе Пикардия. Департамент коммуны — Эна. Входит в состав кантона Лан-1. Округ коммуны — Лан.
Код INSEE коммуны — 02602.

## Население
Население коммуны на 2010 год составляло 1811 человек.
| 1962 | 1968 | 1975 | 1982 | 1990 | 1999 | 2010 |
| ---- | ---- | ---- | ---- | ---- | ---- | ---- |
| 1636 | 1807 | 1916 | 1941 | 1773 | 1711 | 1811 |

## Экономика
В 2010 году среди 1127 человек трудоспособного возраста (15—64 лет) 787 были экономически активными, 340 — неактивными (показатель активности — 69,8 %, в 1999 году было 64,2 %). Из 787 активных жителей работали 648 человек (364 мужчины и 284 женщины), безработных было 139 (74 мужчины и 65 женщин). Среди 340 неактивных 85 человек были учениками или студентами, 113 — пенсионерами, 142 были неактивными по другим причинам.